# گمینا میلشن
گمینا میلشن (به لهستانی:  Gmina Mieleszyn) یک گمینا در لهستان است که در شهرستان گنگزنو واقع شده‌است. گمینا میلشن ۹۹٫۲۴ کیلومتر مربع مساحت و ۳٬۹۸۹ نفر جمعیت دارد.